# Gremolata

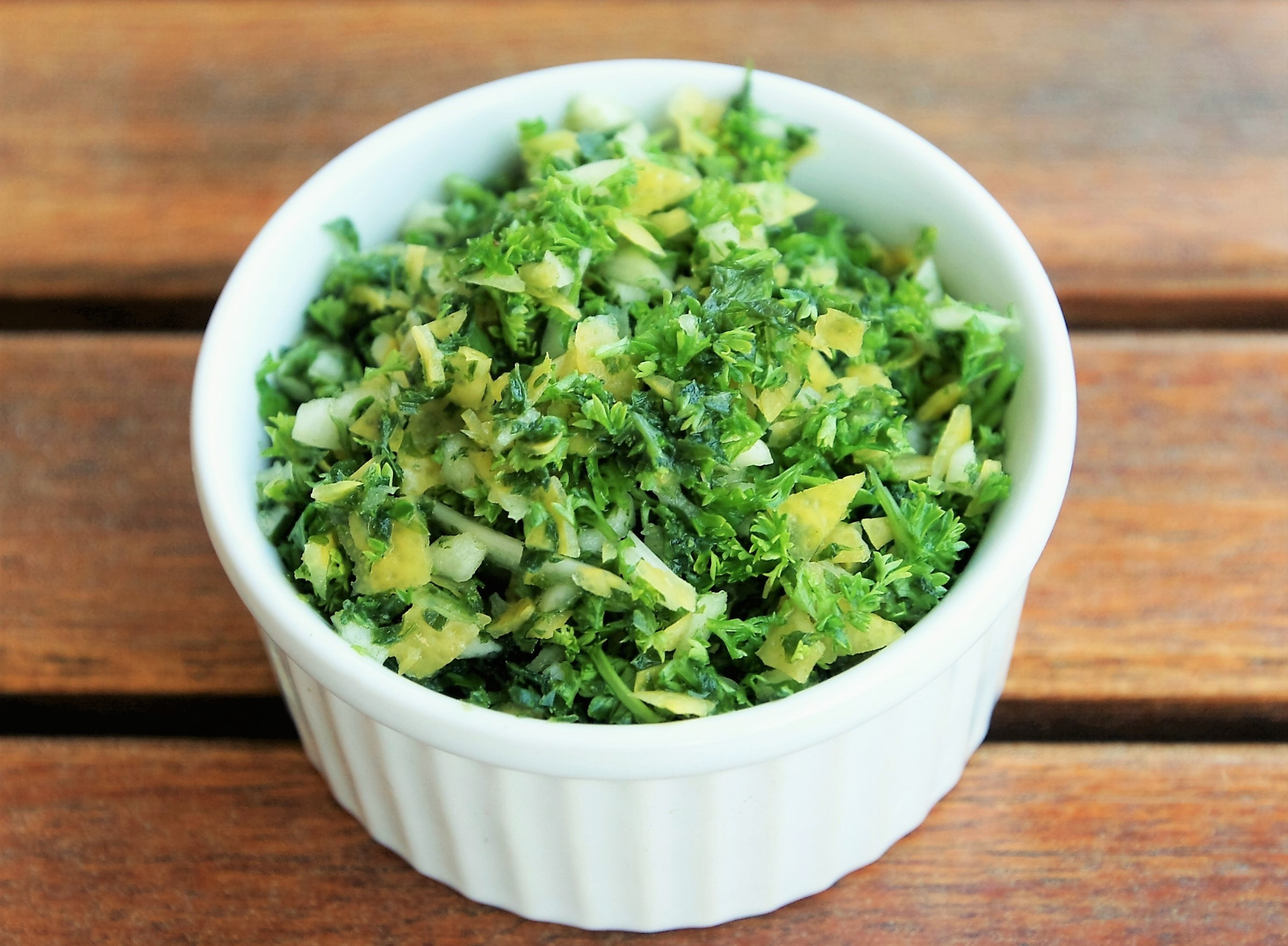
Gremolata.

La gremolata (o gremolada) es una especie de salsa verde que incluye entre sus ingredientes la ralladura del limón. En la cocina lombarda y en la cocina italiana es tradicionalmente el acompañamiento del ossobuco alla milanese. Los ingredientes más típicos de esta salsa lombarda e italiana son: el ajo, el perejil y la ralladura del limón. La receta clásica también incluye la anchoa. Dependiendo de la receta pueden llevar también peperoncini así como otras hierbas aromáticas.